# 4472 Навашин
4472 Навашин (4472 Navashin) — астероїд головного поясу, відкритий 15 жовтня 1980 року.
Тіссеранів параметр щодо Юпітера — 3,614.